# Резанов, Николай Серафимович
Никола́й Серафи́мович Реза́нов (6 марта 1949, Ленинград — 22 мая 2006, Санкт-Петербург) — джазовый музыкант, гитарист, банджист, автор и исполнитель песен в жанре «Русский шансон», один из основателей, руководитель и солист ансамбля «Братья Жемчужные».

## Биография
Николай Резанов родился в Ленинграде в семье инженера Ленинградского металлического завода Серафима Резанова (ему и обязан Николай своим прозвищем Серафимович - это его настоящее отчество) и преподавательницы немецкого языка Серафимы Людвиговны Ширле (мать Резанова имела немецкое происхождение, ее отца звали Людвиг Иоганович Ширле).
В 9 лет началась музыкальная карьера будущего артиста Николая Резанова. Он играл в духовом оркестре, а также учился в музыкальной школе по классу тромбона.
С 14 лет он играл в юношеских эстрадных оркестрах, был лауреатом многих конкурсов. В 1964 году он стал создателем рок-группы «Лесные братья». Через четыре года группа распалась, и Николай Резанов перешёл из рок-музыки в джаз. В 19-летнем возрасте он был принят на работу в Ленконцерт, играл в Ленинградском джаз-оркестре Иосифа Вайнштейна, где познакомился с Всеволодом Левенштейном (Севой Новгородцевым) – именно ему Николай обязан своим прозвищем, давшем потом название целому ансамблю: "Мишель Жемчужный". Позже Резанов и Новгородцев работали вместе в вокально-инструментальном ансамбле "Добры молодцы" Читинской филармонии.
Летом 1970 года выступал с начинающим певцом Юрием Антоновым. Затем ушёл в армию, где пробыл до 1972 года.
Позднее Резанов устроился на работу в ресторан-поплавок «Парус» на Петроградской стороне в Ленинграде. Через два года организовал ансамбль «Братья Жемчужные», с которым проработал до конца дней и записал более ста альбомов в жанре "шансон" и так называемых «подпольных песен»: песен, которые власть запрещала исполнять и слушать в обществе.
За годы работы Резанов и его коллектив, состав которого несколько раз менялся, сотрудничал с целым рядом известных исполнителей: Аркадием Северным (с ним было записано несколько альбомов), Александром Розенбаумом (альбом «Памяти Аркадия Северного» 82 год, «Новые песни» 83 год, «Розовый Жемчуг», "Транссибирская магистраль" и т. д.), Михаилом Кругом, Трофимом, Михаилом Гулько и многими-многими другими.
Одновременно с работой в ансамбле "Братья Жемчужные", Резанов в 80-х годах был участником джаз-ансамбля «Невская восьмерка» - одного из ведущих диксилендов страны, лауреата многих  международных фестивалей.
В 1998 году Николай Резанов создал на радио программу «Подсекай», в которой рассказывал о секретах рыбалки. Почти 10 лет Резанов работал на студии «Ночное такси» и на радио "Шансон".
Последние годы Николай Резанов работал с коллективом Александра Розенбаума – вместе они исколесили всю Россию и полмира, записали 6 студийных альбомов, дали не одну сотню концертов на крупнейших площадках страны.
Скоропостижно скончался от сердечного приступа 22 мая 2006 года в Санкт-Петербурге. Похоронен на Ковалёвском кладбище. В марте 2007 года Николай Резанов посмертно награжден премией «Шансон года».